# Championnat de Pologne féminin de volley-ball
Le Championnat de Pologne de volley-ball féminin ou Liga Siatkówki Kobiet est une compétition annuelle regroupant les douze meilleurs clubs de volley-ball féminin en Pologne, il est organisé par la Ligue professionnelle polonaise de volley-ball (Profesjonalna Liga Piłki Siatkowej S.A., PLPS S.A.). Le Championnat de Pologne de volley-ball féminin existe depuis 1929.

## Historique
- Liga Siatkówki Kobiet (2005-2008)
- PlusLiga Kobiet (2008-2012)
- ORLEN Liga (2012-2017)
- Liga Siatkówki Kobiet (2017-2020)
- Tauron Liga (2020-...)

## Palmarès
| Année   | Champion                 | Finaliste                | Troisième                |
| ------- | ------------------------ | ------------------------ | ------------------------ |
| 1929    | AZS AWF Varsovie         | HKS Łódź                 |                          |
| 1930    | AZS AWF Varsovie         | HKS Łódź                 |                          |
| 1931    | AZS AWF Varsovie         | HKS Łódź                 | YMCA Cracovie            |
| 1932    | AZS AWF Varsovie         | HKS Łódź                 | YMCA Cracovie            |
| 1933    | AZS AWF Varsovie         | YMCA Cracovie            | AZS Lviv                 |
| 1934    | AZS AWF Varsovie         | AZS Lviv                 | AZS Wilno                |
| 1935    | AZS AWF Varsovie         | AZS Lviv                 | Olsza Cracovie           |
| 1936    | compétition non disputée | compétition non disputée | compétition non disputée |
| 1937    | HKS Łódź                 | AZS AWF Varsovie         | Olsza Cracovie           |
| 1938    | AZS AWF Varsovie         | HKS Łódź                 | Olsza Cracovie           |
| 1939    | AZS AWF Varsovie         | HKS Łódź                 | Olsza Cracovie           |
| 1940-45 | compétition non disputée | compétition non disputée | compétition non disputée |
| 1946    | Warta Poznań             | AZS AWF Varsovie         | Pomorzanin Toruń         |
| 1947    | AZS AWF Varsovie         | Wisła Cracovie           | Pomorzanin Toruń         |
| 1948    | AZS AWF Varsovie         | HKS Łódź                 | SKS Varsovie             |
| 1949    | Chemia Łódź              | Start Gdynia             | SKS Varsovie             |
| 1950    | Unia-Chemia Łódź         | Sparta Varsovie          | AZS-AWF Varsovie         |
| 1951    | compétition non disputée | compétition non disputée | compétition non disputée |
| 1952    | AZS-AWF Varsovie         | Gedania Gdańsk           | HKS Łódź                 |
| 1953    | Kolejarz Gdańsk          | Sparta Varsovie          | AZS-AWF Varsovie         |

### Klasa wydzielona
| Année | Champion         | Finaliste          | Troisième        |
| ----- | ---------------- | ------------------ | ---------------- |
| 1954  | Kolejarz Gdańsk  | Sparta Varsovie    | AZS-AWF Varsovie |
| 1955  | AZS-AWF Varsovie | SKF Legia Varsovie | Wisła Cracovie   |
| 1956  | AZS-AWF Varsovie | SKF Legia Varsovie | Wisła Cracovie   |
| 1957  | AZS-AWF Varsovie | SKF Legia Varsovie | Sparta Varsovie  |

### I liga
| Année | Champion                   | Finaliste              | Troisième                  |
| ----- | -------------------------- | ---------------------- | -------------------------- |
| 1958  | AZS-AWF Varsovie           | Wisła Cracovie         | Gwardia Wrocław            |
| 1959  | Wisła Cracovie             | AZS-AWF Varsovie       | Start Gdynia               |
| 1960  | AZS-AWF Varsovie           | Wisła Cracovie         | Gwardia Wrocław            |
| 1961  | SKF Legia Varsovie         | AZS-AWF Varsovie       | Wisła Cracovie             |
| 1962  | AZS-AWF Varsovie           | SKF Legia Varsovie     | Wisła Cracovie             |
| 1963  | AZS-AWF Varsovie           | SKF Legia Varsovie     | Wisła Cracovie             |
| 1964  | AZS-AWF Varsovie           | SKF Legia Varsovie     | Start Gdynia               |
| 1965  | AZS-AWF Varsovie           | SKF Legia Varsovie     | Wisła Cracovie             |
| 1966  | AZS-AWF Varsovie           | Wisła Cracovie         | Start Łódź                 |
| 1967  | Wisła Cracovie             | SKF Legia Varsovie     | Start Łódź                 |
| 1968  | Start Łódź                 | SKF Legia Varsovie     | Wisła Cracovie             |
| 1969  | Wisła Cracovie             | SKF Legia Varsovie     | Start Łódź                 |
| 1970  | Wisła Cracovie             | Start Łódź             | SKF Legia Varsovie         |
| 1971  | Start Łódź                 | Wisła Cracovie         | SKF Legia Varsovie         |
| 1972  | Start Łódź                 | Wisła Cracovie         | SKF Legia Varsovie         |
| 1973  | Start Łódź                 | AZS-AWF Varsovie       | Polonia Świdnica           |
| 1974  | Płomień Milowice Sosnowiec | Start Łódź             | AZS-AWF Varsovie           |
| 1975  | Płomień Milowice Sosnowiec | AZS-AWF Varsovie       | Polonia Świdnica           |
| 1976  | HKS Łódź                   | Wisła Cracovie         | Start Łódź                 |
| 1977  | Start Łódź                 | Wisła Cracovie         | Czarni Słupsk              |
| 1978  | Czarni Słupsk              | Start Łódź             | Płomień Milowice Sosnowiec |
| 1979  | Płomień Milowice           | Czarni Słupsk          | Start Łódź                 |
| 1980  | Płomień Milowice Sosnowiec | Start Łódź             | Czarni Słupsk              |
| 1981  | Płomień Milowice Sosnowiec | Wisła Cracovie         | Czarni Słupsk              |
| 1982  | Wisła Cracovie             | ŁKS Łódź               | Płomień Milowice           |
| 1983  | ŁKS Łódź                   | Czarni Słupsk          | Płomień Milowice           |
| 1984  | Wisła Cracovie             | Czarni Słupsk          | Płomień Milowice           |
| 1985  | Czarni Słupsk              | Wisła Cracovie         | ŁKS Łódź                   |
| 1986  | Czarni Słupsk              | ŁKS Łódź               | Gwardia Wrocław            |
| 1987  | Czarni Słupsk              | BKS Stal Bielsko-Biala | ŁKS Łódź                   |
| 1988  | BKS Stal Bielsko-Biala     | Czarni Słupsk          | Wisła Cracovie             |
| 1989  | BKS Stal Bielsko-Biala     | Płomień Milowice       | ŁKS Łódź                   |
| 1990  | BKS Stal Bielsko-Biala     | Wisła Cracovie         | Płomień Milowice           |

### I liga seria A
| Année | Champion                | Finaliste              | Troisième              |
| ----- | ----------------------- | ---------------------- | ---------------------- |
| 1991  | BKS Stal Bielsko-Biala  | Gedania Gdańsk         | Czarni Słupsk          |
| 1992  | Czarni Słupsk           | BKS Stal Bielsko-Biala | KPSK Stal Mielec       |
| 1993  | Pałac-Samsung Bydgoszcz | Wisła Cracovie         | BKS Stal Bielsko-Biala |
| 1994  | Ars Komfort Police      | BKS Stal Bielsko-Biala | KPSK Stal Mielec       |
| 1995  | Chemik Police           | BKS Stal Bielsko-Biala | Wisła Cracovie         |
| 1996  | BKS Stal Bielsko-Biala  | Augusto Kalisz         | Chemik Police          |
| 1997  | Augusto Kalisz          | MKS Andrychów          | BKS Stal Bielsko-Biala |
| 1998  | Augusto Kalisz          | MKS Andrychów          | KS Pałac Bydgoszcz     |
| 1999  | PTPS Nafta Piła         | Augusto Kalisz         | KPSK Stal Mielec       |
| 2000  | PTPS Nafta Piła         | KPSK Stal Mielec       | BKS Stal Bielsko-Biala |
| 2001  | PTPS Nafta Piła         | KS Pałac Bydgoszcz     | Augusto Kalisz         |
| 2002  | PTPS Nafta-Gaz Piła     | SKRA Varsovie          | KS Pałac Bydgoszcz     |
| 2003  | BKS Stal Bielsko-Biala  | Warta Poznań           | Augusto Kalisz         |
| 2004  | BKS Stal Bielsko-Biala  | Augusto Kalisz         | KPSK Stal Mielec       |
| 2005  | Winiary Kalisz          | KS Pałac Bydgoszcz     | PTPS Nafta-Gaz Piła    |

### Liga Siatkówki Kobiet
| Année | Champion                  | Finaliste           | Troisième         |
| ----- | ------------------------- | ------------------- | ----------------- |
| 2006  | Muszynianka Fakro Muszyna | PTPS Nafta-Gaz Piła | Winiary Kalisz    |
| 2007  | Winiary Kalisz            | PTPS Nafta Piła     | BKS Bielsko-Biała |
| 2008  | Muszynianka Fakro Muszyna | PTPS Farmutil Piła  | Winiary Kalisz    |

### PlusLiga Kobiet
| Année | Champion                  | Finaliste                 | Troisième                   |
| ----- | ------------------------- | ------------------------- | --------------------------- |
| 2009  | Muszynianka Fakro Muszyna | BKS Aluprof Bielsko-Biała | PTPS Farmutil Piła          |
| 2010  | BKS Aluprof Bielsko-Biała | Muszynianka Fakro Muszyna | MKS Dąbrowa Górnicza        |
| 2011  | Muszynianka Fakro Muszyna | Atom Trefl Sopot          | BKS Aluprof Bielsko-Biała   |
| 2012  | Atom Trefl Sopot          | Muszynianka Fakro Muszyna | Tauron MKS Dąbrowa Górnicza |

### Orlen Liga
| Année | Champion           | Finaliste                   | Troisième                 |
| ----- | ------------------ | --------------------------- | ------------------------- |
| 2013  | Atom Trefl Sopot   | Tauron MKS Dąbrowa Górnicza | Muszynianka Fakro Muszyna |
| 2014  | PSPS Chemik Police | Impel Wrocław               | Atom Trefl Sopot          |
| 2015  | KPS Chemik Police  | PGE Atom Trefl Sopot        | Polski Cukier Muszynianka |
| 2016  | KPS Chemik Police  | PGE Atom Trefl Sopot        | Impel Wrocław             |
| 2017  | KPS Chemik Police  | Grot Budowlani Łódź         | KS Developres Rzeszów     |

### Liga Siatkówki Kobiet
| Année | Champion                  | Finaliste                 | Troisième                 |
| ----- | ------------------------- | ------------------------- | ------------------------- |
| 2018  | KPS Chemik Police         | ŁKS Commercecon Łódź      | Grot Budowlani Łódź       |
| 2019  | ŁKS Commercecon Łódź      | Grot Budowlani Łódź       | Developres SkyRes Rzeszów |
| 2020  | Grupa Azoty Chemik Police | Developres SkyRes Rzeszów | ŁKS Commercecon Łódź      |

### Tauron Liga
| Année | Champion                  | Finaliste                 | Troisième            |
| ----- | ------------------------- | ------------------------- | -------------------- |
| 2021  | Grupa Azoty Chemik Police | Developres SkyRes Rzeszów | ŁKS Commercecon Łódź |
| 2022  | Grupa Azoty Chemik Police | Developres SkyRes Rzeszów | ŁKS Commercecon Łódź |
| 2023  | ŁKS Commercecon Łódź      | Developres SkyRes Rzeszów | Budowlani Łódź       |

## Bilan par club
| Club                      | Titres | Ville         | Année                                                            |
| ------------------------- | ------ | ------------- | ---------------------------------------------------------------- |
| AZS-AWF Varsovie          | 11     | Varsovie      | 1952, 1955, 1956, 1957, 1958, 1960, 1962, 1963, 1964, 1965, 1966 |
| AZS Varsovie              | 11     | Varsovie      | 1929, 1930, 1931, 1932, 1933, 1934, 1935, 1938, 1939, 1947, 1948 |
| BKS Aluprof Bielsko-Biała | 8      | Bielsko-Biała | 1988, 1989, 1990, 1991, 1996, 2003, 2004, 2010                   |
| KPS Chemik Police         | 8      | Police        | 1994, 1995, 2014, 2015, 2016, 2017, 2018, 2020                   |
| Wisła Cracovie            | 6      | Cracovie      | 1959, 1967, 1969, 1970, 1982, 1984                               |
| Start Łódź                | 5      | Łódź          | 1968, 1971, 1972, 1973, 1977                                     |
| Czarni Słupsk             | 5      | Słupsk        | 1978, 1985, 1986, 1987, 1992                                     |
| Płomień Sosnowiec         | 5      | Sosnowiec     | 1974, 1975, 1979, 1980, 1981                                     |
| SSK Calisia Kalisz        | 4      | Kalisz        | 1997, 1998, 2005, 2007                                           |
| PTPS Nafta Piła           | 4      | Piła          | 1999, 2000, 2001, 2002.                                          |
| Muszynianka Muszyna       | 4      | Muszyna       | 2006, 2008, 2009, 2011                                           |
| Gedania Gdańsk            | 2      | Gdańsk        | 1953, 1954                                                       |
| Atom Trefl Sopot          | 2      | Sopot         | 2012, 2013                                                       |
| Chemia Łódź               | 2      | Łódź          | 1949, 1950                                                       |
| ŁKS Łódź                  | 2      | Łódź          | 1983, 2019                                                       |
| Legia Varsovie            | 1      | Varsovie      | 1961                                                             |
| HKS Łódź                  | 1      | Łódź          | 1937                                                             |
| Pałac Bydgoszcz           | 1      | Bydgoszcz     | 1993                                                             |
| Warta Poznań              | 1      | Poznań        | 1946                                                             |
| ChKS Łódź                 | 1      | Łódź          | 1976                                                             |

## Historique des logos

PlusLiga Kobiet (2008-2012)
ORLEN Liga (2012-2017)
Liga Siatkówki Kobiet (2017-2020)
Tauron Liga (2020-...)